# Guanwang-Tempel
Der Guanwang-Tempel (chinesisch 关王庙, Pinyin Guānwáng miào) oder Guandi-Tempel von Yangquan (chinesisch 阳泉关帝庙, Pinyin Yángquán Guāndì miào) im Dorf Linli (林里村) von Yangquan der chinesischen Provinz Shanxi ist ein Guan Yu geweihter Tempel, der als Kriegsgott unter dem Namen Guandi verehrt wird. Er wurde in der Zeit der Song-Dynastie erbaut und in der Ming- und Qing-Dynastie restauriert.
Der Guanwang-Tempel (Guanwang miao) steht seit 1996 auf der Liste der Denkmäler der Volksrepublik China (4-99).